# Мегед, Аарон
Аарон Мегед (ивр. אהרן מגד‎) изначально Аарон Гринберг (пол. Aharon Grinberg) (10 февраля 1920 года, Влоцлавек, Польша — 23 марта 2016 года, Тель-Авив, Израиль) — израильский писатель и драматург, лауреат Государственной премии Израиля по литературе 2003 года.

## Биография
Родился в Влоцлавеке в Польше. Репатриировался в Израиль с родителями в 1926 году в составе Четвёртой алии. Рос в мошаве Раанана. Учился в гимназии «Герцлия», где был членом молодёжного сионистско-социалистического движения «Молодёжный лагерь». После окончания школы прошёл сельскохозяйственное обучение в кибуце Гиват-Бренер. В 1938—1950 годах член кибуца Сдот-Ям.
В 1940 году переехал вместе с кибуцем на его нынешнее место, южнее древней Кесарии. Свой первый рассказ «Бычий груз» (ивр. מטען של שוורים‎) написал в 1943 году. Затем находился в составе сионистской делегации в США, откуда вернулся только после провозглашения Государства Израиль в 1948 году. В 1950 году издал свою первую книгу «Ветер морей» (ивр. רוח ימים‎). В том же году переехал жить в Тель-Авив.
Был одним из основателей литературного журнала «Груз» (ивр. משא‎), редактором которого был 15 лет. Был литературным редактором газеты «Речь» (ивр. דבר‎) и приложения к ней «На простор» (ивр. למרחב‎).
В 1968—1971 годах атташе по культуре посольства Израиля в Лондоне. В 1971 году была снята первый игровой сериал Израильского телевидения «Хедва и Шмулик», основанный на книге Мегеда «Хедва и я». В 1977—1978 годах приглашённый специалист «Центра изучения иврита» Оксфордского университета. Несколько раз выезжал с циклом лекций в Соединённые Штаты. Был приглашённым специалистом в Университете Айовы.
Всего опубликовал более 30 книг. Его драмы ставились израильскими театрами «Габима», «Ха-охель» и другими. Книги переведены на многие языки мира. Американский перевод на английский язык сделал Роберт Вайтхилл-Башан. Русский перевод сделал Авраам-Егошуа Моисеевич Элинсон (Белов). Также издавались во Франции, Аргентине, Польше и т. д.
Его женой была известная писательница Ида Цурит (р. 1926). Сыновья — писатель Эяль Мегед (р. 1948) и профессор Хайфского университета Амос Мегед. Младший брат писатель и литературный критики Мати Мегед (1923—2003).
Скончался 23 марта 2016 года. Похоронен на кладбище «Кинерет» на берегу Тивериадского озера.

## Премии и награды
- Государственная премия Израиля по литературе (2003)
- Премия премьер-министра писателям на иврите
- Литературная премия имени Бялика (1974)
- Литературная премия имени Бренера
- Литературная премия имени Усишкина
- Иерусалимская премия имени Агнона
- Почётный гражданин Тель-Авива (2013)

## Книги

### Проза
- רוח ימים (1950), סיפורים
- חדווה ואני (1954)
- ישראל חברים (1955), סיפורים
- מקרה הכסיל (1960)
- הבריחה (1962)
- החי על המת (1965)
- היום השני (1965), סיפורים
- החיים הקצרים (1972)
- על עצים ואבנים (1973)
- מחברות אביתר (1973)
- חצות היום (1973), סיפורים
- על עצים ואבנים (1974)
- העטלף (1976)
- היינץ ובנו והרוח הרעה (1977)
- עשהאל (1979)
- מסע באב (1980)
- הגמל המעופף ודבשת הזהב (1982)
- מעשה מגונה (1987), סיפורים
- פויגלמן (1987)
- מבחר סיפורים (1989)
- יום האור של ענת (1992)
- געגועים לאולגה (1994)
- עוול (1995)
- דודאים מן הארץ הקדושה (1998)
- פרספונה זוכרת (2000)
- עד הערב (2001)
- נקמת יותם (2003)
- ירחי הדבש של פרופסור לונץ (2005)
- זבובים (2008)
- עשרת הימים הנוראים (2010)
- קברות התאווה (2013)

### Приключения и путешествия
- מסע הילדים אל הארץ המובטחת (1984)
- אזור הרעש (1985)
- שולחן הכתיבה (1988)
- ארץ אבנים (2011)

### Книги для детей
- אל הילדים בתימן (1946)
- אהבת נעורים (1980)
- נדב ואימו (1988)

### Драмы
- חדוה ואני, במאי ישראל בקר, הוצג בהבימה, ספטמבר 1954.
- בראשית, במאי א. קבצ'ניק, הוצג בהבימה, יולי 1962.
- חנה סנש, במאי אברהם אסיאו, הוצג בהבימה, מאי 1958.
- איי לייק מייק, במאי ישראל בקר, הוצג בהבימה, אוגוסט 1956.
- בדרך לאילת, במאי שרגא פרידמן, הוצג בהבימה, דצמבר 1951.
- העונה הבוערת, במאי א. קבצ'ניק, הוצג בהבימה, ינואר 1967.